# Ca l'Utzet
Ca l'Utzet és una obra de Sant Andreu de Llavaneres (Maresme) protegida com a Bé Cultural d'Interès Local.

## Descripció
Casa d'estiueig construïda l'any 1907 per l'arquitecte Salvador Puiggròs i Figueras per a Eulàlia Cabot vídua de Vidal. Està formada per dues plantes i golfes amb una entrada amb pilars de pedra i reixa de ferro. Té interessants detalls decoratius a la porta i finestres, especialment a la planta baixa.